# James Petras
James Petras   (Boston, 17 de gener de 1937) és un sociòleg estadounidenc conegut pels seus estudis sobre l'imperialisme, la lluita de classes i els conflictes llatinoamericans. Ha sigut professor de la Binghamton University de  Nova York, la Universitat de Pensilvània, i professor adjunt en Saint Mary's University, de Halifax (Canadà).

## Vida i treball
Petras és un sociòleg grecoamericà que va obtenir una llicenciatura a la Universitat de Boston i un doctorat a la Universitat de Califòrnia a Berkeley. Es va incorporar al Departament de Sociologia de Binghamton el 1972 com a especialista en els següents camps: Desenvolupament, Amèrica Llatina, el Carib, moviments revolucionaris i anàlisi de classe.Durant la seva carrera va rebre el premi a la millor tesi de la Western Political Science Association (1968), el premi a la carrera professional de la secció de sociologia marxista de l'American Sociological Association.i el premi Robert Kenny al millor llibre del 2002.
Petras és autor de més de 60 llibres publicats en 29 idiomes i més de 600 articles en revistes professionals, com ara American Sociological Review, British Journal of Sociology, Social Research i Journal of Peasant Studies. Ha publicat més de 2.000 articles en publicacions com ara New York Times, The Guardian, The Nation, Christian Science Monitor, Foreign Policy, New Left Review, Partisan Review, Canadian Dimension i Le Monde Diplomatique. Escriu una columna mensual per al diari mexicà La Jornada i anteriorment ha escrit per al diari espanyol El Mundo. Els seus comentaris es difonen àmpliament per internet i emissores de ràdio d'arreu del món.
Petras actualment col·labora a CounterPunch, l'Atlantic Free Press i el The Unz Review. He is the author of Unmasking Globalization: Imperialism of the Twenty-First Century (2001, and co-author of The Dynamics of Social Change in Latin America (2000), System in Crisis (2003), Social Movements and State Power (2003), Empire With Imperialism (2005), and Multinationals on Trial (2006).

## Visió política
Petras va ser membre de la Young Socialist Alliance circa 1960, i figura com a corresponsal a la zona de la Badia de San Francisco per a "The Young Socialist" en diversos números. Al llarg de les dècades, Petras ha treballat directament amb treballadors indígenes com a organitzador, en particular amb el Moviment de Treballadors Sense Terra brasiler i el moviment de treballadors aturats a l'Argentina.
Ha assessorat presidents d'esquerres com el president Andreas Papandreou de Grècia (1981-84),President Salvador Allende of Chile (1970–73) and in recent years, President Hugo Chávez of Venezuela. He has established himself as a defender of the rights of the indigenous in Latin America. From 1973-76 Petras worked on the Bertrand Russell Tribunal on Repression in Latin America.
Petras s'ha referit a la política americana envers l'Iraq com "l'Holocaust iraquià/estatunidenc (HOI)", que descriu com "un procés continu que abasta els darrers 16 anys (1990-2006) [que] ens proporciona un exemple sorprenent d'extermini sistemàtic, tortura i destrucció física planificats per l'estat dissenyats per desmodernitzar una societat secular en desenvolupament i convertir-la en una sèrie d'entitats bel·ligerants basades en clans, tribals, clericals i ètniques, sense cap autoritat nacional ni economia viable".
El novembre de 2006, va ser un dels destinataris d'una carta de les FARC a Colòmbia sobre tres ostatges nord-americans (Keith Stansell, Marc Gonsalves i Thomas Howes). Altres destinataris van ser el reverend Jesse Jackson, Noam Chomsky, Angela Davis i diverses estrelles de cinema nord-americanes.
Va descriure el conflicte polític durant i després de les eleccions presidencials de 2009 a l'Iran com un enfrontament entre els "capitalistes d'alts ingressos i orientats al lliure mercat" reformistes contra els "classe treballadora, de baixos ingressos i partidaris comunitaris d'una 'economia moral'" d'Ahmadinejad, i va denunciar l'afirmació que les eleccions van ser robades com un "engany" perpetrat pels "formadors d'opinió occidentals".
Petras va defensar Marine Le Pen durant les eleccions presidencials franceses de 2017, lloant les seves opinions polítiques com a pro-classe treballadora, antiimperialistes, keynesianes, pro-elecció i partidaris dels drets dels homosexuals. Petras va predir que una victòria d'Emmanuel Macron seguida de la seva implementació d'una "agenda ultraneoliberal de l'oferta" conduiria a manifestacions massives al carrer per part d'esquerrans, seguides d'una candidatura més forta de Le Pen a les eleccions de 2022.

### Antisionisme, crítiques al lobby jueu i acusacions d'antisemitisme
En el seu llibre "El poder d'Israel als Estats Units", publicat el 2006 per Clarity Press, Petras va descriure el poder del lobby jueu sobre la política exterior americana. El llibre va ser extremadament controvertit per l'ús d'arguments que alguns crítics sostenien que eren similars als dels neonazis que descrivien els jueus com una força repugnant i conspiratòria que busca oprimir els altres. La conclusió del llibre al·lega que els jueus progressistes són "protectors de tot allò que és jueu" i "fermament decidits" a evitar les crítiques al poder jueu, a causa dels seus vincles amb Israel i el finançament d'organitzacions jueves. Petras assenyala especialment Noam Chomsky com a "apologista del lobby jueu dels Estats Units", afirmant que Chomsky perd el seu poder d'anàlisi quan es tracta d'abordar "el paper del seu propi grup ètnic". En un debat sobre el llibre amb Norman Finkelstein, un antic estudiant de James Petras a la SUNY Binghamton, durant el qual Finkelstein va descriure el llibre com un enfocament conspiratori de "capa i daga" a la geopolítica en contraposició a una anàlisi marxista, Petras va acusar Finkelstein de minimitzar el poder jueu: "Em temo que quan es tracta de tractar amb el lobby predominantment jueu, té un cert punt cec, cosa comprensible. En molts altres grups nacionals i ètnics, on poden criticar el món però [no] quan es tracta d'identificar el poder i la malversació del seu propi grup".
En el seu llibre del 2008, "If I Am Not For Myself: Journal of an Anti-Sionist Jew", l'escriptor d'esquerres Mike Marqusee va criticar Petras per un suposat "antisemitisme obert": "Petras... sembla desconèixer com els postulats sobre el poder secret d'una xarxa jueva pro-Israel fan ressò de temes [antisemites] més antics". Marqusee va criticar especialment el seu rebuig de les crítiques de Finkelstein i Chomsky a la seva posició, que Petras atribueix a una ceguesa ètnicament fonamentada en el paper negatiu dels jueus americans. En canvi, Marqusee va descriure l'argument presentat per Petras com "un argument circular i inherentment racista". Marqusee va concloure que Petras no és internacionalista, sinó un nacionalista America first. L'escriptor d'esquerres Michael Bérubé també va criticar el llibre, tot descrivint-lo com una lectura semblant a "una figura marginal d'extrema dreta com ara David Duke". Allen Ruff, un historiador trotskista, va fer una ressenya del llibre a Against The Current i va assenyalar que "hi ha un fort corrent subjacent d'una apel·lació a un nacionalisme americà gens agradable que sembla molt estrany venint d'un veterà revolucionari antiimperialista", i que Petras desdibuixa les distincions entre termes com ara lobby jueu, lobby israelià i lobby sionista i "cau en el discurs de doble lleialtat ben gastat" sobre els jueus, d'una manera que recorda "elements de l'extrema dreta".
Altres estudiosos i antiracistes també han descrit Petras com un antisemita. En un article del 2006 titulat "9-11 Anti-11 Anti-Semitic Conspiracy Theories Still Abound", l'Anti-Defamation League (ADL) va criticar l'afirmació de Petras que els investigadors federals dels EUA tenien motius per creure que 60 israelians arrestats en virtut de la Llei Patriota després dels atacs terroristes de l'11 de setembre de 2001 podrien haver tingut coneixement previ dels atacs. L'ADL també va assenyalar l'afirmació de Petras que "la manca de qualsevol declaració pública sobre el possible coneixement d'Israel de l'11 de setembre és indicativa de la naturalesa vasta, omnipresent i agressiva dels seus poderosos partidaris de la diàspora".
En un article del 2009, l'ADL va tornar a criticar Petras, al·legant que culpava de la crisi econòmica en curs al control "sionista" sobre el govern dels Estats Units i els esdeveniments mundials, i que Petras argumentava que els nord-americans pro-Israel havien llançat una campanya massiva per empènyer els Estats Units a una guerra amb l'Iran. L'ADL també va criticar el que van descriure com l'acusació antisemita de Petras que la comunitat jueva americana controla els mitjans de comunicació i és "sanguinària" en la seva gana de guerra.The previous year, Petras alleged that "It was the massive infusion of financial contributions that allowed the [Zionist Power Configuration] (ZPC) to vastly expand the number of full-time functionaries, influence peddlers and electoral contributors that magnified their power – especially in promoting US Middle East wars, lopsided free trade agreements (in favor of Israel) and unquestioned backing of Israeli aggression against Lebanon, Syria and Palestine...No economic recovery is possible now or in the foreseeable future...while Zionist power brokers dictate US Mideast policies. The ADL also cited a 2008 interview in which Petras stated that [U.S.] presidents are at the disposal of Jewish power and maintained that Jews represent "the greatest threat to world peace and humanity." En la mateixa entrevista del 2008 citada per l'ADL, Petras va declarar que "és una de les grans tragèdies que tinguem una minoria que representa menys del 2% de la població nord-americana però que té tant poder en els mitjans de comunicació" i que la raó "per la qual el públic nord-americà no reacciona contra les manipulacions d'aquesta minoria... [és] perquè els jueus controlen els mitjans de comunicació". En un article publicat el 2010 a l'"Arab American News", Petras va afirmar que "Per als mitjans de comunicació nord-americans, el problema no és el terrorisme estatal israelià, sinó com manipular i desarmar la indignació de la comunitat internacional. Amb aquesta finalitat, tota la configuració del poder sionista té un aliat fiable a la Casa Blanca sionitzada d'Obama i al Congrés dels Estats Units".
El 2011 i de nou el 2017, Petras va recolzar obres de Gilad Atzmon que han estat qualificades d'antisemites.
El 2011, Mark Gardner del Community Security Trust, que monitoritza l'antisemitisme al Regne Unit, va escriure un article a la revista d'esquerres Dissent dient que les obres de Petras "presenten una teoria de la conspiració que... encaixa rotundament amb la vinculació socialista dels jueus amb el capitalisme de finals del segle XIX i principis del XX, ara actualitzada i reelaborada per al discurs anticapitalista del segle XXI". El 2014, l'erudit marxista Werner Bonefeld va descriure Petras com a exemplar d'un corrent d'antisemitisme a l'esquerra antiimperialista: "Els jueus [a l'obra de Petras] no només han conquerit Palestina; també han pres el control d'Amèrica, o com ho veu James Petras, l'esforç actual de 'construcció d'imperis nord-americans' està modelat pels 'constructors d'imperis sionistes'". De la mateixa manera, l'autor Paul Bogdanor va descriure Petras com "articulant la seva teoria de la comunitat jueva americana organitzada com una 'Configuració de Poder Sionista' (ZPC), un acrònim que aparentment va desenvolupar com a substitut del terme neonazi 'Govern d'Ocupació Sionista' (ZOG) i adverteix contra 'el paper del lobby sionista/jueu en la promoció de futures guerres nord-americanes'. Res d'aquest material es distingeix fàcilment de la propaganda neonazi contemporània".

## Publicacions
- Latin America in the Vortex of Social Change: Development and Resistance Dynamics, with Henry Veltmeyer, Routledge (2019).
- Power and Resistance: US Imperialism in Latin America, with Henry Veltmeyer, (2015).
- The politics of empire. The US, Israel and the Middle East, (2014).
- The New Extractivism. A Post-Neoliberal Development Model or Imperialism of the Twenty-First Century?, with Henry Veltmeyer, Zed Books (2014).
- Imperialism and Capitalism in the Twenty-First Century: A System in Crisis, with Henry Veltmeyer, Ashgate (2013).
- Beyond Neoliberalism: A World to Win, with Henry Veltmeyer, Ashgate (2012).
- The Arab Revolt and the Imperialist Counterattack, Clarity Press, Inc. (2012). ISBN 1-4611-1760-7 ISBN 978-1-4611-1760-5
- Social Movements in Latin America: Neoliberalism and Popular Resistance, with Henry Veltmeyer, Palgrave Macmillan (2011).
- War Crimes in Gaza and the Zionist Fifth Column in America, Clarity Press, Inc. (2010). ISBN 0-9845255-0-5 ISBN 978-0-9845255-0-8
- What's Left in Latin America?, with Henry Veltmeyer, (2009).
- Global Depression And Regional Wars, Clarity Press, Inc. (2008).
- System in crisis: the dynamics of free market capitalism, with Henry Veltmeyer, Fernwood, Zed Books (2008).
- Zionism, Militarism and the Decline of US Power, Clarity Press, Inc. (2008). ISBN 0-932863-60-4
- Multinationals on trial: foreign investment matters, with Henry Veltmeyer, Ashgate (2007).
- Rulers and Ruled in the US Empire: Bankers, Zionists and Militants, Clarity Press, Inc. (2007). ISBN 978-0-932863-54-6
- The Power of Israel in the United States, Clarity Press, Inc. (2006). ISBN 0-932863-51-5
- Empire with Imperialism: The Globalizing Dynamics of Neoliberal Capitalism, Luciano Vasapollo, Zed Books (2006).
- Social Movements and State Power: Argentina, Brazil, Bolivia, Ecuador, with Henry Veltmeyer, Pluto Press (2005).
- The New Development Politics: The Age of Empire Building and New Social Movements, Ashgate (2003).
- Globalization Unmasked: Imperialism in the 21st Century, with Henry Veltmeyer, Zed Books (2001).
- The Dynamics of Social Change in Latin America, with Henry Veltmeyer, Palgrave Macmillan (2000).
- The Left Strikes Back: Class And Conflict In The Age Of Neoliberalism (2000).
- Empire or Republic: Global Power or Domestic Decay in the US, with Morris Morley, Routledge (1994).
- Latin America in the Time of Cholera: Electoral Politics, Market Economics, and Permanent Crisis, Routledge (1992).
- The United States and Chile: imperialism and the overthrow of the Allende government, with Morris H. Morley, Monthly Review Press (1975).